# О’Брайен (округ)
О’Бра́йен (англ. O'Brien County) — округ в США, штате Айова. На 2000 год численность населения составляла 15 102 человек. По оценке бюро переписи населения США в 2009 году население округа составляло 13 928 человек. Окружным центром является город Примгар.

## История
Округ О’Брайен был сформирован в 15 января 1851 года.

## География
По данными Бюро переписи населения США площадь округа О’Брайен составляет 1484 км².

### Основные шоссе
- Шоссе 18
- Шоссе 59
- Автострада 10
- Автострада 60
- Автострада 144

### Соседние округа
- Осеола (север)
- Клей (восток)
- Чероки (юг)
- Су (запад)

## Демография
По данным переписи населения 2000 года в округе проживало 15 102 жителей. Среди них 23,4 % составляли дети до 18 лет, 21,4 % люди возрастом более 65 лет. 50,2 % населения составляли женщины.
Национальный состав был следующим: 97,7 % белых, 0,8 % афроамериканцев, 0,3 % представителей коренных народов, 0,7 % азиатов, 3,7 % латиноамериканцев. 0,6 % населения являлись представителями двух или более рас.
Средний доход на душу населения в округе составлял $17281. 9,0 % населения имело доход ниже прожиточного минимума. Средний доход на домохозяйство составлял $46584.
Также 80,7 % взрослого населения имело законченное среднее образование, а 14,7 % имело высшее образование.